# Firefall
I Firefall sono un gruppo musicale rock statunitense formato a Boulder nel 1974 da Rick Roberts (già membro dei Flying Burrito Brothers) e Jock Bartley (ex sostituto di Tommy Bolin negli Zephyr).

## Formazione

### Formazione attuale
- Jock Bartley - chitarra, voce (1974- )
- Mark Andes - basso, voce (1974-1980, 2014- )
- David Muse - tastiere, flauto, sassofono (1975-1981, 1982-1983, 1994-1995, 2000-2003, 2011- )
- Sandy Ficca - percussioni (1984- )
- Gary Jones - chitarra, tastiere, voce (2014- )

### Ex componenti

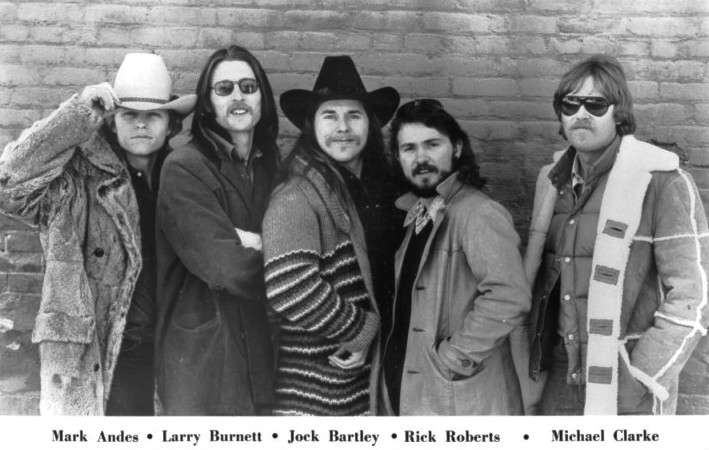
I Firefall nel 1977

- Rick Roberts - chitarra, voce (1974-1981, 1989-1992)
- Larry Burnett - chitarra, voce (1974-1981)
- Michael Clarke - percussioni (1974-1980)
- George Hawkins - basso, voce (1980)
- Tris Imboden - percussioni (1980-1981)
- Kim Stone - basso, voce (1981)
- Johnne Sambataro - chitarra, tastiere, voce (1982-1989)
- Chuck Kirkpatrick - chitarra, tastiere, voce (1982-1987)
- Greg Overton - basso, voce (1982-1983)
- Scott Kirkpatrick - percussioni (1982-1984)
- Steve Hadjoupolos - tastiere, flauto, sassofono (1983-1988)
- Bob Gaffney - basso, voce (1983-1987)
- Mark Oblinger - chitarra, tastiere, voce (1987-1993)
- Bill Hopkins - basso, voce (1987-2014)
- Dan Clawson - tastiere, flauto, sassofono (1988-1993)
- Bruce Crichton - lead voce, chitarra (1992-1993)
- Steve Manshel - lead voce, chitarra (1993-1999)
- Steven Weinmeister - chitarra, tastiere, voce (1993-2014)
- Bray Ghiglia - tastiere, flauto, sassofono (1993-1994)
- Jim Waddell - tastiere, flauto, sassofono (1993, 1995-1996, 1998-2000, 2003)
- Bob Fisher - tastiere, flauto, sassofono (1996-1998, 2007)
- Chris Ball - tastiere, flauto, sassofono (2003-2011)

## Discografia

### Album in studio
- 1976 – Firefall
- 1977 – Luna Sea
- 1978 – Élan
- 1980 – Undertow
- 1980 – Clouds Across the Sun
- 1982 – Break of Dawn
- 1983 – Mirror of the World
- 1994 – Messenger (Redstone Records, RR 94012)

### Singoli
- Livin' Ain't Livin (1976)
- You Are the Woman (1976)
- Cinderella (1977)
- Just Remember I Love You (1977)
- So Long (1978)
- Strange Way (1978)
- Goodbye, I Love You (1979)
- Headed For a Fall (1980)
- Love That Got Away (1980)
- Only Time Will Tell (1980)
- Staying with It (1981)
- Always (1983)
- Runaway Love (1983)